# Barbara Tuchmanová
Barbara Wertheim Tuchmanová (30. ledna 1912, New York – 6. února 1989, Greenwich) byla americká historička a spisovatelka židovského původu.
Ačkoli nikdy nevystudovala historii na univerzitě, napsala několik historických bestsellerů. Dvakrát za ně získala Pulitzerovu cenu, roku 1962 za Srpnové výstřely (The Guns of August) věnovanou začátku první světové války, a roku 1971 za knihu Stilwell and the American Experience in China, což byla biografie generála Josepha Stilwella, který pomáhal s budováním Čankajškovy armády. V roce 1980 navíc obdržela National Book Award za knihu A Distant Mirror o 14. století. Jejím otcem byl bankéř Maurice Wertheim, mj. majitel nejstaršího týdeníku v USA The Nation a prezident Amerického židovského kongresu.

Roku 1978 byla zvolena členkou American Academy of Arts and Sciences. O rok později byla zvolena první prezidentkou American Academy of Arts and Letters.